# 2019 chez Disney
L'année 2019 pour la Walt Disney Company est marquée l'Acquisition de 21st Century Fox par Disney, le rachat d'Euro Disney, les réorganisations qui s'ensuivent et une année de records au box-office mondial.
Pour l'année 2019, Walt Disney Studios a prévu la sortie de 12 films (dates françaises) dont six suites de saga : Ralph (Ralph 2.0), Avengers (Avengers: Endgame), Spider-Man (Spider-Man: Far From Home), La Reine des neiges (La Reine des neiges 2), Star Wars (Star Wars, épisode IX : L'Ascension de Skywalker) et Toy Story (Toy Story 4).

## Évènements

### Janvier
- 2 janvier 2019,
  - Disney Studios annonce 7,325 milliards d'USD de recettes en salles pour 2018[2]
  - des détails du nouveau contrat pluriannuel entre Disney et Verizon ont été publiés, et incluent la diffusion de la chaîne ACC Network d'ESPN à partir du 22 août 2019[3]
  - le film Le Retour de Mary Poppins dépasse les 200 millions d'USD de recettes à l'international dont 114,5 millions en Amérique du Nord au bout de 2 semaines[4]
- 4 janvier 2019,
  - Le cinéma AMC Theatres de Disney Springs annonce une rénovation à partir du 7 janvier avec l'ajout de salles Dine-In et des réfections des espaces communs[5]
  - Robert Iger annonce l'ouverture de Star Wars: Galaxy's Edge pour juin à Disneyland et plus tard dans l'année à Disney's Hollywood Studios[6],[7]
- 6 janvier 2019, en raison de la législation britannique et l’existence d'une filiale destinée à la production au Royaume-Uni, le budget de production du film Le Retour de Mary Poppins a été rendu public, il est de 100 millions de £ en Angleterre[8]
- 7 janvier 2019, le site TechCrunch indique que le site Babble.com a fermé mi-décembre 2018, site acheté 40 millions d'USD par Disney en 2011[9]
- 9 janvier 2019,
  - John Lasseter est engagé par le studio Skydance Media[10]
  - Disney World achète pour 11 millions d'USD plusieurs terrains totalisant plus de 1 500 acres (607 ha) au sud de Celebration et limitrophes du BK Ranch acheté en décembre 2018, terrains détenus par les descendants d'Oren Brown décédé en 1993 qui avait refusé de vendre à Disney dans les années 1960[11],[12]
  - Disneyland Paris avance le concert Disney Loves Jazz prévu en septembre 2019 au 15 juin 2019, concert similaire aux disques Jazz Loves Disney dans le cadre de la franchise de We Love Disney[13]
- 10 janvier 2019, Disney World prévoit d'ouvrir le troisième parking silo du Disney Springs, nommé Grapefruit en février[14]
- 11 janvier 2019,
  - Disney nomme Derica Rice, vice-présidente de CVS Health à son directoire à compter du 7 mars[15]
  - la Fox Corporation annule son projet de racheter les 22 chaînes Fox Sports Net à Disney et se retire des enchères[16],[17],[18] tandis que Sinclair serait le favori[18]
- 13 janvier 2019,
  - Seamus McGarvey indique que Paul King réalisateur de Paddington et Paddington 2 ne travaille plus sur le remake en prise de vues réelles du film Pinocchio (1940), la production étant suspendue[19],[20]
  - les séries Marvel prévues pour le service Disney+ auraient un budget unitaire de 100 millions d'USD[21]
  - le journaliste Daniel Richtman rapporte que les séries de films X-Men et Quatre Fantastiques développées par le studio 20th Century Fox s’arrêtent durant l'été 2019 après la sortie de X-Men: Dark Phoenix, les projets en cours étant annulés et de nouvelles séries seront développées dans le cadre de l'univers cinématographique Marvel de Marvel Studios[22]
- 16 janvier 2019, Disney recrute David Henry Hwang (en) pour écrire le scénario d'un remake avec acteurs du film Le Bossu de Notre-Dame (1996) avec Alan Menken et Stephen Schwartz pour les musiques[23],[24],[25]
- 17 janvier 2019, le parc Disney's Hollywood Studios annonce l'ouverture de l'attraction Lightning McQueen’s Racing Academy basée sur le film Cars 3 pour le 31 mars 2019 et le simulateur de courses[26],[27]
- 18 janvier 2019, la première brasserie artisanale de Disneyland ouvre dans Downtown Disney, tenue par la Ballast Point Brewing Company (en) de San Diego[28],[29]
- 19 janvier 2019, la Walt Disney Company prévoit de présenter son service Disney+, concurrent de Netflix le 11 avril[30]
- 20 janvier 2019, Disney reporte une perte de 580 millions d'USD liée à sa participation dans le service de streaming Hulu[31]
- 21 janvier 2019, des documents officiels de Disney Cruise Line liés aux agrandissements des terminaux de Port Canaveral indiquent que les trois futurs navires font partie de la classe Triton[32],[33]
- 22 janvier 2019,
  - Disney World commence à prendre les réservations pour l'hôtel Disney's Riviera Resort dont l'ouverture est prévu pour décembre 2019[34]
  - la comédie musicale La Reine des neiges adaptée par Disney Theatrical du film d'animation La Reine des neiges de 2013 est annoncée en Australie au Capitol Theatre de Sydney en juillet 2020[35]
  - Shanghai Disneyland annonce la construction d'une zone sur le thème du film Zootopie[36],[37],[38]
- 23 janvier 2019,
  - la direction de Port Canaveral présente les plans de rénovation du terminal 8 accueillant Disney Cruise Line et du terminal 10 mitoyen pour un budget de 46,5 millions d'USD et qui doivent s'achever au second trimestre 2021 avant l'arrivée du cinquième navire[39],[40],[41]
  - la Fox contre-attaque Genting dans le dossier du parc malaisien 20th Century Fox World et demande 46 millions d'USD pour non respect ou mauvais usage des propriétés intellectuelles donnant des exemples de bâtiments trop grands, de parades dans des espaces exigus ou l'absence d'évacuation[42],[43]
  - Un restaurant en dur issu de la franchise de camion-restaurants Pepe by José Andrés est prévu pour l'été 2019 à Disney Springs[44]
- 24 janvier 2019,
  - l'accueil du projet d'une nouvelle zone de loisirs de Disney Cruise Line sur l'île d'Eleuthera reçoit un accueil mitigé[45]
  - Adventures by Disney annonce des nouvelles croisières fluviales en Europe pour 2020 comme les séjours courts à Paris, Amsterdam ou Budapest et une croisière d'une semaine sur le Rhône à bord du AmaCello[46]
- 29 janvier 2019, le site Cartoon Brew indique que le cours du temps reprend pour le domaine public, les œuvres pouvant à nouveau tomber dedans, mais ce n'est pas grâce à Disney et au Copyright Term Extension Act[47]
- 31 janvier 2019, le système de sécurisation des vidéos Ultraviolet, concurrent du KeyChest de Disney, annonce la fermeture du service pour le 31 juillet 2019[48],[49],[50].

### Février
- 1er février 2019,
  - selon CNBC, la MLB a enchéri pour l'achat des 22 chaînes de Fox Sports Net mises en ventes par Disney à la demande du régulateur américain à la suite de l'achat de la 21st Century Fox[51]
  - Disneyland Paris annonce la première parade des fiertés officielle au sein d'un parc Disney pour le 1er juin 2019[52]
- 3 février 2019, l'acteur Tom Lister, Jr. révèle que deux suites du film Zootopie (2016) sont en préparation chez Disney afin d'en faire une trilogie[53],[54].
- 5 février 2019, Disney Studios annonce que le film Captain Marvel dont les recettes attendues sont estimées à 150 millions sera le premier des studios Disney à être diffuser sur le service Disney+ et non Netflix[55],[56],[57]
- 7 février 2019, Disney accorde une licence à la société californienne Mondo, filiale de la chaîne de cinéma indépendante Alamo Drafthouse Cinema, pour produire des articles de collections[58],[59]
- 8 février 2019,
  - Disney Cruise Line dévoile une esquisse de la future classe Triton, trois navires prévus à parti de 2021[60]
  - La  Commission fédérale pour la concurrence économique, l'autorité des marchés financiers mexicaine, valide l'achat de la 21st Century Fox par Disney mais le président Andrés Manuel López Obrador évoque un conflit d'intérêts d'un des membres de la commission[61]
- 9 février 2019, décès de Ronald William Miller, gendre de Walt Disney et directeur général de Walt Disney Productions de 1982 à 1984[62],[63],[64],[65],[66].
- 11 février 2019,
  - lors d'une présentation aux actionnaires la direction de Disney évoque les trois principaux sujets pur l'entreprise pour 2019, la croissance d'ESPN+ avec 2 millions d'abonnés payants, le lancement de Disney+ et les opportunités offertes par la 21st Century Fox[67]
  - Disney annonce quatre séries télévisées d'animation pour adultes de super héros Marvel sur Hulu : MODOK, Hit-Monkey, Tigra et Dazzler et Howard the Duck[68]
  - Disney Channel commande la production d'un second opus après le succès de Zombies (2018)[69]
- 12 février 2019, l'autorité des marchés financiers brésilienne le Conselho Administrativo de Defesa Econômica repousse sa décision sur l'achat de la 21st Century Fox par Disney à la date limite du 17 mars malgré la venue de Robert Iger au Brésil, afin de statuer sur d'éventuels risques de monopoles principalement sur les chaînes sportives[70],[71]
- 14 février 2019,
  - le film Captain Marvel pourrait générer 100 millions d'USD de recettes lors de son weekend de sortie selon les premières estimations[72]
  - les auteurs chargés de la réécriture de la saga cinématographique Pirates des Caraïbes, Rhett Reese et Paul Wernick, jettent l'éponge mettant à un terme à ce projet[73],[74]
- 15 février 2019,
  - avec l'achat de 21st Century Fox, Disney va désormais détenir son propre société de publicité digitale TrueX (en), à l'instar de Freewheel pour Comcast ou AppNexus pour AT&T mais pourrait la réorienter pour un usage exclusivement interne[75]
  - l'ouverture du troisième parking de Disney Springs nommé Grapefruit et prévu pour fin 2018 est une nouvelle repoussée, cette fois pour mars 2019[76]
  - Disney prévoit un quatrième hôtel sur la zone de Flamingo Crossings[77]
  - l'archiviste Dave Smith, fondateur et directeur des Walt Disney Archives décède à Burbank en Californie à l'âge de 78 ans[78],[79],[80]
- 16 février 2019, en relation avec la sortie de Ralph 2.0, Hasbro propose un coffret regroupant les 14 princesses Disney apparaissant dans le film avec leurs tenues modernes[81]
- 17 février 2019, Disneyland annonce la reprise du spectacle Disney's World of Color suspendu depuis presque un an à compter du 1er mars 2019 au parc Disney California Adventure[82]
- 18 février 2019, la banque HSBC est poursuivie en justice par 400 investisseurs demandant 150 millions de £ dans le cadre d'un montage de financement de films Disney qui profitait de réductions de taxe par le gouvernement britannique[83]
- 19 février 2019, Netflix annulent les deux dernières séries Marvel de son catalogue, Jessica Jones et The Punisher mettant fin au partenariat initié en 2013[84],[85]
- 20 février 2019,
  - dans le contexte d'une controverse d'abus sur enfants sur YouTube, The Walt Disney Company annulent ses publicités sur le site ses comme Nestlé et Epic Games[86],[87],[88]
  - La seconde ferme solaire de Disney World, d'une puissance de 50 MW pour une superficie de 270 acres (109,3 ha) entre en fonction[89]
- 21 février 2019, Bloomberg annonce que Disney aurait accepté de vendre les chaînes Fox Sports brésiliennes et mexicaines pour satisfaire la CADE et COFECE en raison de la fronde lancée par le Grupo Globo au Brésil et Televisa au Mexique[90].
- Le 22 février 2019, Editora Culturama annonce sa reprise des publications de bandes dessinées Disney à partir de mars 2019[91].
- 26 février 2019,
  - la presse annonce la publication de l'accord officiel de la CADE brésilienne pour le lendemain validant l'achat de la 21st Century Fox par Disney à la suite des concessions accordées par Disney[92],[93],[94]
  - Disney Japan et NTT DoCoMo annoncent un service de streaming Disney au Japon avant le lancement de la 5G[95],[96]
  - une troisième boutique Bibbidi Bobbidi Boutique doit ouvrir dans l'hôtel Disney's Grand Floridian Resort durant l'été 2019 dans l'ancien Ivy Trellis Salon tandis que celle du Magic Kingdom doit être agrandie[97]
- 27 février 2019,
  - Disney est en pourparler avec AT&T pour acheter la participation de 10% de WarnerMedia dans Hulu, WarnerMedia cherchant à lancer son propre service de vidéo à la demande[98],[99],[100]
  - le tournage de la série The Mandalorian s'achève[101].
  - la presse s'interroge sur les conséquences sur Disney de l'affaire judiciaire opposant les acteurs et producteurs de la série Bones et la direction de 20th Century Fox Television, qu'un juge déclare coupable « de mensonges, de tromperies et de fraude » afin de minimiser les gains de la série et qu'il demande 179 millions d'USD de dommages et intérêts ainsi que des garanties aux nouveaux directeurs chez Disney[102],[103]
  - l'acteur Dennis Day (en) est déclaré disparu depuis 6 mois, depuis le 15 juillet 2018 alors qu'il partait rendre visite à un ami, sa voiture a été retrouvée mais volée[104],[105]
- 28 février 2019, Disney Cruise Line annonce ses itinéraires pour l'été 2020 marqués par des voyages en Europe dont la Grèce et la Baltique pour le Disney Magic tandis que le Disney Wonder retourne en Alaska[106],[107]

### Mars
- 4 mars 2019,
  - le directoire de Disney amende le contrat de travail de Bob Iger lui accordant un bonus de 13,5 millions d'USD pour l'Acquisition de la 21st Century Fox mais supprimant l'augmentation de son salaire de base de 8 millions d'USD[108],[109]
  - Ravi Ahuja, actuel CFO de Fox Networks Group est nommé CFO de Walt Disney Television, sous la présidence de Peter Rice et la responsabilité du CFO de Disney, Christine McCarthy[110]
  - la tournée internationale de la comédie musicale Le Roi lion doit s'arrêter au Muangthai Rachadalai Theatre de Bangkok en septembre 2019, après les Philippines, Singapour, la Corée du Sud et Taïwan[111]
- 5 mars 2019,
  - Disney nomme l'ancien directeur de Warner Bros. Craig Hunegs président d'une nouvelle division nommée Disney Television Studios regroupant les activités d'ABC Studios, 20th Century Fox Television et Fox 21 Television Studios[112].
  - Glu Mobile annonce le jeu vidéo Disney Sorcerer’s Arena, un jeu vidéo de rôle produit pour Disney Interactive[113]
- 7 mars 2019,
  - Robert Iger annonce l'ouverture des zones Star Wars: Galaxy's Edge pour le 31 mai à Disneyland et le 29 août aux Disney's Hollywood Studios[114],[115],[116],[117].
  - Le film Dumbo (2019) devrait rapporter selon les premières estimations 58 millions d'USD lors de son week-end de sortie[118]
  - le lancement du service Disney+ va mettre un terme à la politique commerciale du Vault en offrant l'intégralité du catalogue de films Disney en ligne au lieu de l'alternance de disponibilités-indisponibilités artificielles[119],[120],[121]
- 8 mars 2019, Disney aurait accepté l'offre des Yankees, Amazon et Sinclair Broadcast Group de YES Network pour 3,47 milliards d'USD[122],[123]
- 9 mars 2019, Disney estime que le film Captain Marvel doit récolter entre 145 et 155 millions d'USD durant son weekend de sortie[124]
- 11 mars 2019,
  - les chiffres tombent pour les recettes de Captain Marvel avec 302 millions d'USD à l'international et 456 millions au total[125]
  - le gouvernement des Bahamas signe une lettre d'intention avec Disney Island Development pour Lighthouse Point sur l'île d'Eleuthera avec des obligations sur les emplois dont 120 locaux durant la construction et 150 ensuite[126],[127]
- 12 mars 2019, Hulu et Spotify signent un partenariat pour fournir dans un même abonnement les séries télévisuelles Hulu et les musiques associées sur Spotify pour concurrencer le forfait similaire d'Apple[128]
- 15 mars 2019,
  - Walt Disney Studios réengage le réalisateur James Gunn pour diriger le film Guardians of the Galaxy 3[129],[130]
  - un espace de Downtown Disney, vidé pour le projet de quatrième hôtel annulé, accueille la première boutique californienne de Sugarboo & Co. spécialisé dans les articles de maison, la porcelaine et les bijoux[131]
- 18 mars 2019, Disneyland Resort annonce pour le 27 avril la tenue d'une nouvelle édition du Disney Channel Fan Fest, qui permet de rencontrer les acteurs des séries de Disney Channel[132],[133]
- 19 mars 2019, ESPN signe un contrat de 12 ans avec l'American Athletic Conference d'un milliard d'USD pour diffuser les matchs des écoles liées à cette ligue[134]
- 20 mars 2019,
  - Disney finalise l'achat de la majorité des actifs de la 21st Century Fox pour 71,3 milliards de dollars[135],[136],[137]
  - à la suite d'offres d'emplois pour Lucasfilm Games et des problèmes liés à la licence Star Wars chez Electronic Arts, Disney dément les rumeurs de relance d'un studio de développement vidéo interne[138],[139]
- 21 mars 2019, au lendemain de la finalisation de son achat de 21st Century Fox, Disney annonce la fermeture du studio Fox 2000 Pictures[140],[141],[142]
  - La société britannique DAZN pourrait acheter Fox Sports Brazil[143]
- 22 mars 2019, Craig Hunegs évoque dans un mémo interne la société Disney Television Studios dont il est le président et qui regroupe les activités d'ABC Studios, 20th Century Fox Television et Fox 21 mais restant indépendantes[144]
- 25 mars 2019,
  - Tokyo Disney Resort annonce la mise en place d'un système FastPass sur smartphone comme aux États-Unis et à Shanghai[145]
  - Disney World confirme la construction d'une crêperie dans le pavillon France d'Epcot à côté de l'attraction Ratatouille : L'Aventure totalement toquée de Rémy[146]
- 26 mars 2019, Jean-François Camilleri annonce son départ du poste de président de The Walt Disney Company France[147]
- 27 mars 2019,
  - Hélène Etzi est nommée présidente de The Walt Disney Company France[148]
  - l'espace NBA Experience doit ouvrir le 12 août à Disney Springs en lieu et place du DisneyQuest[149]
- 28 mars 2019,
  - le Disney-ABC Television Group annonce une représentation commune pour la commercialisation des espaces publicitaires de l'ensemble d'ABC, ESPN, FX, Nat Geo et Disney sous la direction de Rita Ferro[150]
  - Disney prévoit d'interdire la cigarette dans ses parcs américains à compter du 1er mai 2019[151]
- 31 mars 2019, le film Dumbo débute avec des recettes de 45 millions d'USD pour son weekend de sortie inférieures aux attentes de 50 millions et pour un budget de production estimé à 170 millions d'USD[152],[153]

### Avril
- 1er avril 2019, Walt Disney International réorganise ses directions en Asie et nomme des directeurs issus de Fox sous la direction d'Uday Shankar, ancien de STAR TV[154],[155]
- 3 avril 2019, le film Captain Marvel passe la barre symbolique du milliard d'USD de recettes à l'international, septième de Marvel Studios et 18e pour Walt Disney Studios[156],[157],[158]
- 4 avril 2019, Disneyland Paris publie ses résultats financiers dont l'élément notable est la hausse des revenus pour les hôtels et le Disney Village de 10,6 % à près de 500 millions d'USD (442,3 millions d'€)[159]
- 6 avril 2019, le gouvernement australien accorde 17,1 millions d'USD d'avantages fiscaux à Disney pour le tournage d'un film Marvel aux Fox Studios Australia, possiblement sur Shang-Chi[160],[161]
- 9 avril 2019,
  - Disney annonce la série télévisée Monsters at Work dérivée de Monstres et Cie qui sera diffusée sur Disney+ en 2020[162],[163]
  - Disney World prévoit l'ouverture du troisième parking silo de Disney Springs nommé Grapefruit Garage pour le 16 avril[164]
- 10 avril 2019, la Big 12 Conference signe un accord avec ESPN pour que certains matchs soient diffusés sur ABC ou ESPN+[165]
- 11 avril 2019, 
  - Disney renomme BAMTech en Disney Streaming Services[166].
  - Disney+ annonce plusieurs fonctionnalités ou contenus
    - le téléchargement des contenus pour un visionnage en mode hors connexion mais génère ainsi une pression supplémentaire sur le marché de la vidéo sur support DVD ou Blu-ray[167]
    - le service sera disponible le 12 novembre 2019 au prix de 6,99 USD par mois pour tout d'abord 5 000 épisodes de séries télévisées auxquels s'ajouteront durant la première année 2500 épisodes et 500 films des archives[168].
    - l'intégralité des 30 saisons de la série Les Simpson et les nouveaux épisodes en exclusivité[169]
- 12 avril 2019, à la suite de la présentation de Disney+ la veille, l'action Disney prend 10 % dépassant les 125 USD[170],[171]
- 13 avril 2019, Disney Parks et Coca-Cola annoncent des canettes exclusives aux zones Star Wars: Galaxy's Edge pour le Coca-Cola, le Diet Coke, le Sprite et le Dasani avec des écritures en Aurebesh et de forme sphérique; mini droïde BB-8 ou détonateur thermique[172],[173]
- 14 avril 2019, selon The Motley Fool, la présentation de Disney+ éclaire sur la motivation de l'Acquisition de 21st Century Fox par Disney, étendre son catalogue de films, séries mais aussi de documentaires avec National Geographic, augmenter sa participation dans Hulu et récupérer des licences Marvel[174]
- 15 avril 2019,
  - AT&T WarnerMedia vend sa participation de 10 % d'Hulu pour 1,43 milliard d'USD, laissant Disney majoritaire avec 66% et NBCUniversal avec 33%[175],[176],[177],[178]
  - Disney World annonce un bar et lounge bar sur le thème de La Belle et la Bête au Disney's Grand Floridian Resort[179]
- 16 avril 2019,
  - Disney World dévoile la forme des cabines du Disney Skyliner et un point semblant gênant, une ventilation passive et non une climatisation[180]
  - le The New York Times rapporte dans une étude sur les principaux services de streaming qu'Hulu génère des revenus de 15 $ par mois pour son abonnement le moins cher de 6 $, soit un gain net de 9 $, loin devant ses concurrents et qui lui a permis de baisser ses tarifs de 2$ en 2019[181]
- 17 avril 2019,
  - à la suite de l'incendie de Notre-Dame de Paris, Disney promet 5 millions d'USD[182],[183]
  - à la suite de son acquisition de la Fox, Disney lance une seconde campagne de licenciement, après la distribution en mars c'est au tour du service des publicités de Fox Networks Group[184],[185]
- 18 avril 2019,
  - une ferme solaire de 50 mégawatts ouvre à Disney World située le long de la State Road 429 et capable d'alimenter l'équivalent de deux parcs à thèmes du complexe[186]
  - la MLB se retire des enchères pour l'achat des 21 chaînes de Fox Sports Net[187]
- 20 avril 2019, Spotify et Hulu proposent une offre commune musique et vidéo pour 13 $ par mois afin de concurrencer le service d'Apple mêlant Apple Music et Apple TV+[188]
- 23 avril 2019, dans les enchères pour Fox Sports Net, Sinclair aurait battu Ice Cube et John C. Malone avec une offre de 10 milliards d'USD[189]
- 24 avril 2019,
  - Disney Channel a décidé de ne pas renouveler la série Andi Mack pour une quatrième saison[190],[191],[192].
  - l'Instituto Federal de Telecomunicaciones valide les sociétés candidates à l'achat de Fox Sports Mexico, proposés par Disney et la Fox, et lance ainsi le processus de vente[193]
- 25 avril 2019,
  - Comcast chercherait à vendre sa participation de 30 % dans Hulu à Disney[194],[195],[196],[197].
  - Kevin Mayer, président de Disney Direct-to-Consumer and International, déclare que l'une des motivations de l'Acquisition de 21st Century Fox par Disney est une croissante en Asie et en Inde[198]
  - Shannon Ryan, ancienne de la Fox est nommée présidente du marketing pour ABC Entertainment et Disney Television Studios, sous la responsabilité de Dana Walden[199],[200]
  - en prévision de la sortie de Avengers: Endgame, le El Capitan Theatre propose un marathon de trois jours pour revoir l'intégrale des films de l'univers cinématographique Marvel[201]
- 26 avril 2019, l'attraction Mickey's PhilharMagic ouvre dans le parc californien Disney California Adventure[202]
- 28 avril 2019, Avengers: Endgame bat un record lors de son week-end d'ouverture avec plus de 1,2 milliard d'USD de recettes mondiales[203],[204].
- 29 avril 2019, la productrice Octavia Spencer signe un contrat de 3 ans avec 20th Century Fox Television, nouvelle filiale de Disney Television Studios, et crée son propre studio Orit Entertainment, avec son partenaire Brian Clisham[205]
- 30 avril 2019,
  - ESPN annonce l'arrêt de la publication régulière du ESPN The Magazine à partir de septembre 2019 mais prévoit des numéros spéciaux[206]
  - le parc Disney's Hollywood Studios annonce l'ouverture d'un restaurant de service à table à l'entrée de la zone Toy Story Land, nommé Roundup Rodeo BBQ[207],[208]
  - le site Commercial Observer publie un dossier sur le futur siège new-yorkais de Disney à New York dans Hudson Square[209], le Four Hudson Square.

### Mai
- 1er mai 2019,
  - Disney nomme Alan Bergman co-président de Walt Disney Studios, aux côtés d'Alan Horn qui devient en plus Chief Creative Officer (en)[210],[211],[212]
  - Le film Avengers: Endgame récolte 33,4 millions d'USD pour son premier mardi après sa sortie, dépassant de 10 millions le record d'Avengers: Infinity War, prenant la troisième place des records[213]
- 2 mai 2019,
  - Sinclair Broadcast annonce l'acquisition des 21 chaînes régionales de Fox Sports Net de la Walt Disney Company pour plus de 10 milliards de dollars[214],[215],[216],[217].
  - l'United States Patent and Trademark Office publie un brevet déposé le 21 octobre 2017 par Disney Research pour de la peinture par drone[218],[219] potentiellement pour sa division Walt Disney Imagineering
- 3 mai : L'attraction Phantom Manor rouvre à Disneyland Paris après 1 an de rénovation.
- 5 mai 2019, pour son second weekend de sortie, Avengers: Endgame récolte 145,8 millions d'USD supplémentaires aux États-Unis, totalisant 619,7 millions d'USD et totalise 2,189 milliards d'USD à l'international en 11 jours[220]
- 6 mai 2019, la XFL signe un accord de distribution avec Disney (ABC et ESPN) et Fox Sports[221],[222]
- 7 mai 2019, Walt Disney Studios annonce les dates de ses prochaines productions avec comme fait marquant le décalage d'Avatar 2 pour décembre 2021 et l'ajout de 3 films Star Wars jusqu'en 2027[223],[224] ainsi que l'annulation de 4 films Marvel issus des droits détenus par la Fox comme Gambit et les X-Men[225],[226]
- 8 mai 2019,
  - Disney publie un rapport trimestriel comportant une charge pour dépréciation de 353 millions d'USD liée à Vice Media[227],[228],[229],[230]
  - Bob Iger confirme que la production de 20th Century Fox sera réduite de moitié avec 5 ou 6 films par an au lieu des 12 de 2018[231]
- 9 mai 2019,
  - Disneyland Resort annonce la mise en vente à partir du 21 mai d'un nouveau type de passeport annuel pour fluidifier la foule des parcs, le Flex Pass permettant de venir les jours peu chargés, uniquement du lundi au jeudi sauf durant l'été ou la période de Noël[232]
  - Le restaurant Bongos Cuban Cafe de Disney Springs, fondé par Gloria Estefan en 1997 annonce sa fermeture pour août 2019[233]
- 10 mai 2019, Disney prévoit l'ouverture du restaurant sur le thème de l'espace, mitoyen de l’attraction Mission : Space et tenu par le Patina Restaurant Group pour fin 2019[234]
- 12 mai 2019, avec la diffusion de l'Indian Premier League, Hotstar, filiale indienne de Disney pour le streaming annonce un record d'audience pour un événement en direct, plus de 18,6 millions de spectateurs[235]
- 13 mai 2019, à la suite de son acquisition de la 21st Century Fox, Disney transfère la gestion publicitaire de 20th Century Fox à OMD, laissant Publicis et MDC Partners sur la touche[236],[237].
- 14 mai 2019,
  - Comcast annonce la signature d'un accord avec Disney pour la vente de sa participation dans Hulu à partir de janvier 2024, valorisant Hulu à 27,5 milliards de dollars au minimum[238],[239].
  - Disney prévoirait une troisième série Star Wars pour Disney+ en 2022 en plus de The Mandalorian et d'une préquelle à Rogue One[240]
  - ESPN et Caesars Entertainment annoncent un accord pour du contenu de paris en ligne sportif et la construction d'un studio ESPN au sein du The LINQ Hotel and Casino de Las Vegas[241],[242]
- 16 mai 2019, Disney annonce une liste de 11 personnes qui doivent recevoir la distinction Disney Legend durant une cérémonie lors de la D23 dont Robert Downey Jr., Bette Midler et Jon Favreau[243],[244]
- 17 mai 2019, l'attraction Soaring: Fantastic Flight est présentée à Tokyo DisneySea quelques semaines avant son ouverture[245]
- 18 mai 2019, l'acteur Sebastian Stan confirme le début du tournage de la série Le Faucon et le Soldat de l'Hiver pour octobre 2019[246]
- 19 mai 2019, le site Motley Fool analyse le nouveau statut d'Hulu, contrôlé par Disney et générant d'importants revenus grâce à la publicité et qui pourrait croître encore plus dans les années à venir[247].
- 20 mai 2019,
  - la start-up de réalité virtuelle Tyffon, soutenue par Disney, lève 7,8 millions d'USD lors d'une offre de capital-risque[248]
  - le site Legal Sports Report confirme que la participation de Fox Sports dans le site de paris en ligne DraftKings a été achetée par Disney lors de l'acquisition de la 21st Century Fox malgré les ventes de Fox Sports Net à Sinclair Broadcasting et le transfert par scission de Fox Sports à News Corp[241],[249].
- 21 mai 2019, la Twentieth Century Fox Film Corporation annonce que Disney prévoit 53 licenciements à partir du 25 juillet[250]
- 22 mai 2019, Disney Cruise Line annonce que son prochain navire, encore non baptisé, sera basé à Port Canaveral[251]
- 23 mai 2019,
  - Disney Theatrical fête ses 25 ans de présence sur Broadway avec des spectacles comme le premier La Belle et la Bête en 1994 ou Le Roi lion totalisant plus de 9 000 spectacles depuis 1997[252]
  - Disney Channel commande une seconde saison de Sidney au max[253]
  - Walt Disney Pictures présente la chanson Parler (Speechless en anglais) prévue pour le dessin animé Aladdin de 1992 mais intégrée au film Aladdin (2019)[254]
- 27 mai 2019, Disney Cruise Line prolonge son partenariat avec le Port Canaveral de 20 ans jusqu'en 2039 et prévoit de baser deux des trois nouveaux navires dans ce port ce qui nécessite des investissements sur les terminaux 8 et 10[255]
- 29 mai 2019,
  - Walt Disney Studios par l'intermédiaire de Robert Iger, CEO de Disney, prévoit de se retirer de Géorgie en cas d'adoption d'une loi anti-avortement[256],[257]
  - Dans le procès qui l'opposait à Disney concernant les droits de l'émission Bill Nye The Science Guy, Bill Nye a attendu trop longtemps pour faire appel et réclamer 37 millions d'USD, mettant fin au procès prévu pour septembre[258]
- 30 mai 2019,, Disney/Fox achète les droits d'adaptations cinématographiques d'un ouvrage de Chris Van Allsburg, Le Jardin d'Abdul Gasazi, auteur de Jumanji et Boréal-express[259]

### Juin
- 1er juin 2019, une filiale de Disney Royaume-Uni révèle un budget local de 100 millions £ pour la production d’Aladdin (2019) dont l'usage des Longcross Studios pour recréer la ville d'Agrabah[260]
- 3 juin 2019, 
  - Aladdin (2019) avec près 450 millions d'USD de recettes à l'international depuis sa sortie en mai permet à Walt Disney Studios de dépasser les 5 milliards d'USD au box-office[261].
  - À la suite d'une annonce d'un investissement de News Corp dans Foxtel, la presse indique que son concurrent Nine Entertainment doit renouveler son contrat de contenu Disney pour son service Stan devant héberger Disney+ avant la fin de l'année 2019 et pourrait le perdre[262]
- 5 juin 2019, les studios Disney annoncent de mauvais résultats pour la sortie du film Dark Phoenix initialement prévue en novembre 2018 mais repoussée en juin 2019 et une augmentation de 200 millions d'USD du budget pour retourner certaines scènes à la suite du rachat de 20th Century Fox[263]
- 6 juin 2019, Disney Cruise Line dévoile ses croisières pour l'automne 2020 avec les Disney Fantasy et Disney Dream restant dans les Caraïbes au départ du Port Canaveral[264]
- 7 juin 2019, 
  - l'acteur Dennis Day (en), ancien Mouseketeer et disparu avec son mari Ernie Caswell depuis le 15 juillet 2018 est déclaré décédé à l'âge de 76 ans à la suite de la découverte de leurs corps dans leur maison de Phoenix, Oregon[265]
  - Hotstar suspend le support avec le navigateur Safari en Inde pour éviter une faille de sécurité permettant le partage de comptes[266]
- 9 juin 2019, Disney lance un label Disney Kitchen en Europe considéré comme de qualité et apposé sur des produits des marques Danone, Evian et Kellogg's[267]
- 10 juin 2019, 
  - Disney annonce que Sharon Klein est charge du service du casting conjoint de Disney Television Studios et FX Entertainment[268],[269],[270],[271].
  - Disney annonce une nouvelle organisation pour plusieurs entités de la région EMEA[272]
- 11 juin 2019, 
  - ESPN annonce la fermeture l'ensemble des stations ESPN Deportes Radio au 8 septembre 2019 alors que celle de Philadelphie WTTM 1680 a été lancée quelques semaines auparavant en avril[273],[274]
  - Alors que le film X-Men: Dark Phoenix fait un début mitigé en salle avec 103,7 millions d'USD à l'international, le film Aladdin dépasse les 600 millions d'USD[275]
- 12 juin 2019, Disneyland Resort obtient un permis pour construire un Marvel Land en lieu et place de la zone A Bug's Land[276],[277]
- 13 juin 2019, 
  - Disney prévoit 130 millions d'abonnés à son service Disney+ d'ici 5 ans[278]
  - Disney et la BBC achète les droits de diffusion de la série Bluey diffusée en Australie sur ABC[279]
- 17 juin 2019, 
  - dans le procès opposant VidAngel et les groupes Disney, Fox et Warner Bros. la justice impose une amende de 62,4 millions d'USD pour piratage à l'encontre de VidAngel[280]
  - Twentieth Century-Fox Film Corporation annonce 87 licenciements aux studios de Century City pour des raisons de postes en double dans la nouvelle organisation depuis l'Acquisition de 21st Century Fox par Disney[281]
- 18 juin 2019, 
  - quelques jours avant l'ouverture de Star Wars: Galaxy's Edge, Walt Disney World procède à une augmentation de ses tarifs[282],[283]
  - Disney poursuit sa réorganisation à Asie avec la promotion des directeurs de Fox à Hong Kong et en Nouvelle-Zélande, mais ceux de Disney conservent leur positions en Australie[284]
- 19 juin 2019, alors que les recettes au box-office générées par Avengers: Endgame s'approchent de celles qu'ont généré Avatar de James Cameron en 2009, détenant le record mondial des recettes au box-office, Marvel Studios annonce une nouvelle sortie en salles du film le 28 juin 2019 qui inclurait des scènes coupées.
- 20 juin 2019, 
  - Aladdin (2019) dépasse les 750 millions d'USD de recettes mondiales et ouvre la voie à de possibles remakes des suites comme Le Retour de Jafar ou le Roi des voleurs[285]
  - le film Cendrillon (1950) est ajouté par la Bibliothèque du Congrès au National Film Registry[286].
- 23 juin 2019, 
  - Toy Story 4 fait un début considéré comme « doux » avec 120 millions d'USD de recettes par rapport aux autres productions du studio[287]
  - Aladdin atteint les 810 millions d'USD de recettes mondiales[288]
- 25 juin 2019, la société Media Nusantara Citra contredit son président et fondateur Hary Tanoesoedibjo sur sa déclaration que Disney chercherait à investir 200 millions d'USD dans le groupe de média indonésien sur 10 ans[289],[290]
- 26 juin 2019, Walt Disney Studios lance un programme de soutien aux réalisateurs débutants nommé Disney Launchpad: Shorts Incubator; similaire à celui de Disney/ABC pour les scénaristes; permettant de suivre des cours durant sept mois aux studios de Burbank, de réaliser un court métrage en prise de vue réelle et d'être rémunéré, le film devant ensuite être diffusé sur Disney+[291]
- 27 juin 2019, Disney Southeast Asia devrait lancer une profonde réorganisation du paysage médiatique en Asie-Pacifique avec l'aide de l'agence Dentsu Media à la suite de l'Acquisition de 21st Century Fox par Disney[292].
- 28 juin 2019, 
  - Avengers: Endgame ressort avec des scènes coupées en salle avant sa sortie en vidéo à la demande le 30 juillet et s'approche du record d’Avatar, 37 millions d'USD manque pour l'égaler[293],[294]
  - la zone Pixar Pier de Disney California Adventure accueille une nouvelle attraction Inside Out Emotional Whirlwind sur le thème de Vice-versa (2015)[295]
- 30 juin 2019, Toy Story 4 totalise 496,5 millions d'USD en deux semaines[296],[297]

### Juillet
- 1er juillet 2019, Walt Disney Television (à l'instar de Walt Disney Studios quelques jours plus tôt) lance deux programmes d'incubation, le Executive Incubator Program en alternance sur deux ans pour les responsable de chaînes ou réseaux chez ABC Entertainment et Freeform et le Television Studios Intern qui propose des internats dans tous les métiers de l'audiovisuel[298],[299]
- 2 juillet 2019, 
  - Disney/Fox achète les droits d'adaptations cinématographiques d'un troisième ouvrage de Chris Van Allsburg, Les Mystères de Harris Burdick après Le Jardin d'Abdul Gasazi acheté fin mai, auteur de Jumanji et Boréal-express[300]
  - la presse indique que Disney a supprimé à la suite de l'affaire Harvey Weinstein une scène bonus de Toy Story 2 jugée sexiste dans les dernières éditions blu-ray et numériques sorties en juin 2019, dans laquelle le prospecteur promet à deux barbies jumelles de jouer dans le prochain film avec un rire salace, typique d'une promotion canapé[301],[302]
  - Décès de l'animateur Milton Quon[303],[304],[305]
- 3 juillet 2019, la société Fox Stage Productions est intégrée au Disney Theatrical Group[306],[307],[308]
- 4 juillet 2019, Disney annonce qu'elle proposera du 18 juillet au 2 septembre 2019 des diffusions spéciales du film Le Roi lion au El Capitan Theatre en Dolby Vision avec des activités et des exclusivités[309]
- 5 juillet 2019, 
  - Harry Tanoesoedibjo fondateur et PDG de la société indonésienne Media Nusantara Citra avait évoqué lors d'un congrès en Corée du Sud fin juin la négociation d'un contrat de diffusion de contenu avec la Walt Disney Company, l'achat de contenu MNC par la filiale indienne de Disney Hotstar voir une prise de participation de Disney à hauteur de 20 % dans MNC, en réaction l'action a grimpé de 21 % en un mois[310]
  - le film Aladdin dépasse les 900 millions d'USD de recettes à international[311]
- 6 juillet 2019, l’acteur américain de la série Jessie, Cameron Boyce est mort d’une syncope à la suite d’une crise d'épilepsie pour laquelle il était traité[312],[313].
- 12 juillet 2019, 
  - Disney annonce la fermeture du service FX+ diffusant le contenu de FX et FXX et son transfert sur le service Hulu à compter du 20 août 2019, quelques mois avant le lancement du service Disney+, prévu en novembre[314],[315]
  - Le film Le Roi lion récolte 13,4 millions d'USD en Chine pour sa première journée de sortie, le vendredi[316]
- 13 juillet 2019, en deux jours, Le Roi lion récolte 35 millions d'USD rien qu'en Chine[317]
- 15 juillet 2019, Industrial Light & Magic annonce la création d'un studio d'effet spéciaux de 500 personnes à Sydney en Australie[318]
- 17 juillet 2019, Spotify lance en partenariat avec Disney en créant Disney Hub, un portail des musiques de films et séries de Disney mais aussi Star Wars, Pixar et Marvel, disponible dans les pays anglo-saxons États-Unis, Royaume-Uni, Irlande, Afrique du Sud, Canada, Australie et Nouvelle-Zélande; projet qui prolonge le partenariat avec Hulu[319],[320]
- 18 juillet 2019, Disney fusionne l'ensemble de ses services de vente et distribution de média et télévision aux États-Unis sous la direction de Justin Connolly, dépendant de Kevin A. Mayer chez Walt Disney Direct-to-Consumer and International[321],[322]
- 19 juillet 2019, 
  - Shanghai Disney Resort annonce la troisième édition des courses Disney Inspiration Run en octobre, avec des parcours de 3,5, 5 et l'un pour enfants[323]
  - Disneyland annonce le millionième visiteur de l'attraction Millennium Falcon: Smugglers Run dans Star Wars: Galaxy's Edge, soit près de 24 000 par jour[324]
  - Disney annonce la production d'une série d'animation dérivée du film Les Aventures de Rocketeer (1991) pour la chaîne Disney Junior, The Rocketeer dont le héros principal est une petite fille du nom de Kit[325],[326].
- 20 juillet 2019, Marvel Studios annonce lors du Comic-Con une série Loki pour le 7 mai 2021 sur Disney+ narrant les histoires du personnage Loki après qu'il a récupéré le Tesseract dans Avengers: Endgame[327]
- 21 juillet 2019, le film Le Roi lion récolte 185 millions d'USD en salles lors de son premier weekend et Avengers: Endgame dépasse le record d’Avatar[328],[329]
- 22 juillet 2019, 
  - Disney et Dish Network prolongent les négociations pour la diffusion des chaînes FX et NatGeo sur les bouquets du fournisseur par satellite mais conservent en attendant la disponibilité des chaînes, tandis que les négociations entre Dish et Meredith ont amené quelques jours plus tôt à des écrans noirs[330]
  - Disney dément les rumeurs de création d'une compagnie aérienne domestique aux États-Unis ayant pour hub l'aéroport d'Orlando près de Walt Disney World Resort, alimentées par les images d'un appareil de la China Eastern Airlines à la livrée Toy Story[331],[332]
  - Disney World reprend les travaux d'un chemin piétonnier reliant l'hôtel Disney's Grand Floridian Resort au Magic Kingdom entamé en juin 1994[333]
- 23 juillet 2019, à un mois du lancement d'ACC Network, Disney et ESPN annoncent un contrat de diffusion avec la NCTC mais aucun major comme Dish, Comcast ou Charter[334]
- 24 juillet 2019, 
  - Disney met un terme au procès entamé en 2013 qui l'opposent aux producteurs de la série Papa bricole d'ABC au sujet du partage des recettes à quelques semaines de son ouverture[335],[336],[337]
  - en raison de la forte demande de contenu, Disney Television Animation signent des contrats avec 17 animateurs et artistes Bruce Smith (Cool Attitude), Jeff Howard (Planes), Kate Kondell (Clochette et la Fée pirate), Stevie Wermers (Lutins d'élite, mission Noël), Kevin Deters (Lutins d'élite, mission Noël), Howy Parkins (La Garde du Roi lion), Amy Higgins (Star Butterfly), Devin Bunje (Prince of Peoria), Nick Stanton (Prince of Peoria), Noah Z. Jones (Corniche et Cahuète), Mike Roth (Regular Show), John Infantino (Star Butterfly), Jeremy Shipp (Kung Fu Panda), Ryan Gillis (Corniche et Cahuète), Steve Marmel (Mes parrains sont magiques), Natasha Kline (Les Green à Big City) et Sage Cotugno (Luz à Osville)[338].
- 25 juillet 2019, 
  - Disney signe un contrat avec Google Play pour proposer les films Disney, Marvel et Star Wars en 4K[339],[340]
  - Fox, Disney et Genting parviennent à un accord dans le procès concernent le parc malaisien 20th Century Fox World[341],[342]
  - Disney Junior commande une troisième saison des Muppet Babies[343],[344]
  - Radio Disney Country ouvre un studio sur Music Row (en) à Nashville dans un édifice rénové aidant à la préservation du quartier[345]
- 26 juillet 2019, 
  - le film Aladdin dépasse le milliard d'USD de recettes mondiales après deux mois en salles devenant le quatorzième film de Disney a atteindre cette somme[346],[347]
  - Disney ouvre une boutique éphémère au 21 Long Acre de Covent Garden à Londres pour présenter les comédies musicales en cours et à venir dans le West End avec des accessoires et costumes du Le Roi lion, Mary Poppins, Aladdin joué au Prince Edward Theatre ou La Reine des neiges au Théâtre de Drury Lane[348]
  - Disney dépose un brevet pour des accessoires de réalité augmentée pour des événements sportifs comme des lunettes pour assister à des matchs au ESPN Wide World of Sports[349],[350]
- 27 juillet 2019, 
  - l'actrice Russi Taylor ayant donné sa voix entre autres à Minnie Mouse meurt à 75 ans[351],[352]
  - la Walt Disney Travel Company modifie ses tarifs pour les assurances des voyages[353]
- 28 juillet 2019, le film Le Roi lion récolte 142 millions d'USD à l'international et un milliard globalement[354]
- 29 juillet 2019, l'acteur Paul Walter Hauser annonce qu'il pourrait rejoindre Emma Stone pour le film centré sur Cruella d'Enfer réalisé par Craig Gillespie[355]
- 31 juillet 2019, Disney met en place une nouvelle organisation pour Hulu à la suite de sa prise de contrôle de mai 2019 et place l'équipe de développement des scénarios originaux sous la responsabilité de Walt Disney Television au côté de Disney Television Studios[356],[357]. L'équipe chargée des scénarios non originaux et autres produits sous licence reste elle sous la responsabilité de Walt Disney Direct-to-Consumer and International[356].

### Août
- 1er août 2019, 
  - Disney aurait licencié près de 250 personnes dans les services de productions cinématographique et d'effets visuels à la suite de l'achat de la Fox et fusionne la Fox Research Library avec les Walt Disney Archives[358],[359].
  - le complexe de Shanghai Disney Resort ajoute des menus végan dans ses restaurants[360]
- 2 août 2019, malgré la fin du délai Disney et Charter continuent de négocier un accord pour prolonger leur contrat de diffusion pluriannuel[361]
- 5 août 2019, 
  - Disney dévoile son projet de nouveau siège social new-yorkais à Hudson Square avec deux immeubles dont le plus haut de 19 étages, 1 300 000 pieds carrés (120 774 m2), des espaces commerciaux au rez-de-chaussée, et devant regrouper les activités de Disney et ABC dont les productions télévisuelles comme les studios pour The View[362]
  - Hong Kong Disneyland présente le projet de nouveau château ajoutant des tours et des flèches inspirées de 13 princesses Disney[363]
  - À la suite des plaintes sur les réseaux sociaux concernant un événement « Disneyland in Polokwane » qui a viré au fiasco, Disney Africa rappelle qu'il n'était pas organisé par la société[364]
- 6 août 2019, 
  - Disney confirme la disponibilité d'un abonnement couplé Disney+/ESPN+/Hulu à 12,99 USD par mois à partir du 12 novembre 2019[365]
  - Walt Disney Studios annonce l'arrêt de la majorité des films en développement de 20th Century Fox sauf Avatar 2 et la série La Planète des singes à la suite de l'annonce d'une perte de 170 millions d'USD pour le troisième trimestre comprenant X-Men: Dark Phoenix[366]
- 7 août 2019, 
  - Freeform annonce un mois de programmes Disney comme des classiques d'animation dont une émission spéciale sur les coulisses de l'attraction Star Wars: Galaxy's Edge[367]
  - lors d'une présentation à la presse, FX Networks désormais filiale de Disney annonce l'augmentation de ses programmes originaux tout en gardant sa ligne éditoriale[368]
  - le groupe de restauration Lettuce Entertain You Enterprises (en) basé à Chicago prévoit d'ouvrir un Beatrix à Disney Springs[369]
- 8 août 2019, le site wdwnt.com publie les plans de la future zone thématique Avengers Campus de Disneyland Resort[370].
- 9 août 2019, Disney nomme Andrew Millstein comme co-président de Blue Sky Studios, l'ancien président Robert Baird conservant son rôle de chef créatif et Clark Spencer remplace Millstein comme président de Walt Disney Animation Studios[371],[372]
- 10 août 2019, Shanghai Disney Resort ferme ses portes en raison du cyclone Lekima[373]
- 12 août 2019, 
  - Disney et la NBA ouvre la NBA Experience un espace de 44 000 pieds carrés (4 088 m2) dédié au basket ball à Disney Springs, en lieu et place du DisneyQuest[374],[375]
  - le restaurant Bongo's Cuban Cafe du Disney Springs précise sa date de fermeture définitive au 18 août[376]
- 13 août 2019, selon la presse, les pertes du film X-Men: Dark Phoenix seraient liés à un désengagement de la part de Disney, nouveau propriétaire du studio 20th Century Fox, avec par exemple la réduction des frais de commercialisation de 50 millions et le licenciement de l'équipe publicitaire[377]
- 14 août 2019, Disney et Charter Communications signent un accord de distribution pour 22 chaînes de Disney dont celles de Fox Networks Group et différentes services dont Disney+ et ESPN+ qui seront disponibles aux 15,8 millions d'abonnés de Charter[378],[379].
- 15 août 2019, avec Toy Story 4 qui récolte 1 milliard d'USD, Walt Disney Studios devient le premier studio ayant 5 films dépassant ce niveau de recettes en 2019[380],[381],[382]
- 17 août 2019, Disney prévoit de diffuser une partie de la compétition de l'UFC sur la chaîne FX, ancien diffuseur, à la suite de l'acquisition de la 21st Century Fox et l'obtention du contrat de gagné gagné par ESPN en 2018[383]
- 18 août 2019, 
  - le Wall Street Journal publie une analyse indiquant que le prochain défi pour la société Disney et de maintenir les studios Fox à flot avec une ligne directrice complémentaire de ses autres labels : Disney, Marvel, Lucasfilm, Pixar[384]
  - après la signature du contrat de distribution entre Disney et Charter, les deux sociétés militent contre le partage des comptes pour les services de vidéo à la demande, assimilé à du piratage[385]
- 19 août 2019, 
  - Disney annonce la même date de disponibilité de Disney+ au Canada et aux Pays-Bas que les États-Unis, soit le 12 novembre 2019, suivi le 19 novembre par l'Australie et la Nouvelle-Zélande[386],[387]
  - afin de préparer l'arrivée de Disney+ en Australie, Disney recrute du personnel, 10 postes liés aux technologies de streaming ont été ouverts dans ses bureaux de Richmond en banlieue de Melbourne[388]
  - Disney prévoit de supprimer 124 postes supplémentaires de la 20th Century Fox Film Corp majoritairement basés au Fox Studios, à la suite de l'Acquisition de la 21st Century Fox totalisant 264 postes avec les annonces du 24 et 31 juillet, mais 3000 pourraient être impactés par la consolidation[389]
- 20 août 2019, Walt Disney Studios repousse plusieurs dates de sorties, La Femme à la fenêtre au 15 mai 2020, Cruella au 31 mai 2021, The Empty Man au 7 août 2020, l'adaptation d’Everybody's Talking About Jamie au 23 octobre 2020 et un film non nommé prévu le 28 mai est retiré[390],[391].
- 21 août 2019, Sony et Disney n'arrivent pas à trouver un accord sur la répartition des profits du futur second opus de Spider-Man Spider-Man: Far From Home et tandis que Sony évoque un emploi chargé pour Kevin Feige patron de Marvel et demande l'arrêt de la production, Disney précise qu'elle demande une rétribution supérieure aux 5% pour les films Sony tirés de l'univers Marvel mais pas à 50/50 comme il a pu être mentionné[392]
- 23 août 2019, 
  - Sinclair Broadcast Group finalise l'achat des 21 chaînes de Fox Regional Sports Networks [393]
  - Kevin Feige et Marvel Studios annoncent lors du D23 2019 la production de trois séries pour Disney+ en plus des quatre déjà en production centrées respectivement sur Miss Hulk, Miss Marvel et Moon Knight[394],[395].
- 24 août 2019, lors du D23 2019, Disney Animation annonce la production de Raya et le Dernier Dragon[396],[397]
- 25 août 2019, lors du D23 2019, 
  - Target et Disney Consumer annoncent la création de 25 espaces de vente Disney Store d'environ 750 pieds carrés (70 m2) chacun dans ses hypermarchés et 40 supplémentaires d'ici octobre 2020[398],[399]
  - Disney Parks and Resorts annonce de nombreux projets[400]
    - Le prochain navire de Disney Cruise Line sera baptisé Disney Wish et livré fin 2021 pour des croisières en janvier 2022
    - Disney Cruise Line prévoit de développer une destination privée sur l'île d'Eleuthera.
    - Disney World projette de redévelopper le parc Epcot avec une attraction sur Mary Poppins, Remy's Ratatouille Adventure et de nombreuses modifications
    - Mickey & Minnie's Runaway Railway à Disney's Hollywood Studios et Disneyland
    - une zone Zootopia à Shanghai Disney Resort

  - Plus de détails dans D23 2019.
- 27 août 2019, l'United Soccer League prolonge de 3 ans son contrat de diffusion avec ESPN[401]
- 29 août 2019, 
  - Disney annonce 60 suppressions de postes au sein de sa division Disney Media Distribution principalement chez 20th Century Fox Television et 20th Century Fox Home Entertainment à la suite de l'Acquisition de la 21st Century Fox[402],[403]
  - Disney annonce 70 à 80 suppressions de postes au sein National Geographic et l'arrêt du magazine National Geographic Traveler à la suite de l'Acquisition de la 21st Century Fox[404]
  - Disney finalise la vente des 80 % qu'elle détient dans YES Network à un groupe d'investisseurs dont les Yankees, Sinclair Broadcast Group, Amazon et RedBird Capital[405],[406].
- 30 août 2019, la TSA lève son interdiction sur les cannettes de Coca-Cola exclusives à Star Wars: Galaxy's Edge en forme de grenade[407]

### Septembre
- 2 septembre 2019, l'ouragan Dorian force la fermeture des parcs de Walt Disney World Resort et la prolongation des croisières de Disney Cruise Line dans les Bahamas[408],[409]
- 3 septembre 2019, 
  - le groupe Walt Disney Studios (Disney, Marvel) est crédité de 42 % des recettes cinématographiques de l'été aux États-Unis[410]
  - la Walt Disney Company émets pour 7 milliards d'USD en obligations[411]
- 4 septembre 2019, malgré la proximité de l'ouragan Dorian qui s'éloigne au Nord au niveau de Daytona Beach, Walt Disney World Resort rouvre ses portes et la compagnie verse 1 million d'USD aux sinistrés des Bahamas[412]
- 6 septembre 2019, 
  - de petits cinémas locaux américains se plaignent des règles imposées par Disney au catalogue de 20th Century Fox les empêchant de programmer des rétrospectives ou des diffusions anniversaires ce qu'autorisait la Fox[413]
  - dans le cadre de son acquisition de la 21st Century Fox pour 71,3 milliards d'USD, la Walt Disney Company a déjà réduit sa facture de 13 milliards d'USD grâce aux ventes des 21 chaînes de Fox Sports Networks pour 9,6 milliards d'USD et de YES Network pour 3,47 milliards d'USD pour satisfaire les autorités de régulation[414]
- 8 septembre 2019, Walt Disney Studios signe un contrat de longue durée avec les Pinewood Studios pour l'usage exclusif du site jusqu'en 2029[415],[416],[417]
- 9 septembre 2019, en absence d'accord sur les droits de diffusion Disney avertit les abonnés d'AT&T utilisant DirecTV, Uverse ou AT&T Now de l'imminence d'écrans noirs pour les chaînes du groupe (ABC, Disney, ESPN, etc.)[418],[419]

### Octobre
- 2 octobre 2019, Vice Media annonce l'achat du site d'information féminin Refinery29 pour 400 millions d'USD[420]
- 11 octobre 2019, pour Disney le service de vidéo à la demande indien Hotstar qui a déjà des déclinaisons aux États-Unis, au Canada et Royaume-Uni servira de service de base tandis que Disney+ et Hulu ne seront pas proposés en Inde[421]

.

### Novembre
- 8 novembre 2019, Disney annonce un lancement simultané de Disney+ au 31 mars 2020 pour la France, le Royaume-Uni, l'Allemagne, l'Italie et l'Espagne[422].
- 12 novembre 2019, Disney+ retarde d'une semaine le lancement prévu le jour même à Puerto Rico[423]